# EKSA
EKSA ist ein estnischer Buchverlag mit Sitz in Tallinn.

## Gründung und Name
Der Verlag wurde 1993 vom Institut für Estnische Sprache als Eesti Keele Sihtasutus (estn., ‚Stiftung für die estnische Sprache‘) gegründet und hatte den Zweck, Fachliteratur zum Estnischen zu verbreiten. Von Anfang an wurde jedoch auch Schöne Literatur verlegt. Da das Institut für Estnische Sprache allerdings der Regierung untersteht, war die kommerzielle Tätigkeit problematisch, weswegen 2017 eine Namensänderung (bzw. Auflösung und Neugründung) vorgenommen wurde: Neue Gründerin war nun die Gesellschaft für Muttersprache (estn. Emakeele Selts‘), wodurch die gleiche Abkürzung beibehalten werden konnte (Emakeele Sihtasutus = ‚Stiftung für die Muttersprache‘).
Direktor des Verlags ist Toomas Väljataga.

## Publikationen
Neben Fachliteratur zum Estnischen hat der Verlag vor allem ein- und zweisprachige Wörterbücher im Programm. Im Bereich der schönen Literatur ist er relativ schnell zu einem der wichtigsten Verlage für hohe Literatur avanciert.
Einer der größten Verkaufserfolge war der Roman Der Mann, der mit Schlangen sprach von Andrus Kivirähk, der 2007 im Verlag herauskam. Weitere bekannte Autoren, die ihre Bücher bei EKSA verlegen oder verlegt haben, sind unter anderem Kai Aareleid, Maarja Kangro, Andrus Kasemaa, Jaan Kross, Viivi Luik, Tõnu Õnnepalu und Toomas Vint.